# Heimatmuseum Radevormwald
Das Heimatmuseum Radevormwald befindet sich in der Hohenfuhrstraße direkt gegenüber dem Rathaus der Stadt Radevormwald im Oberbergischen Kreis in Nordrhein-Westfalen, Deutschland. Es soll die Stadtgeschichte anhand von Ausstellungsstücken oder auch Bildern dokumentieren und plastisch anschaubar machen.

## Allgemeines

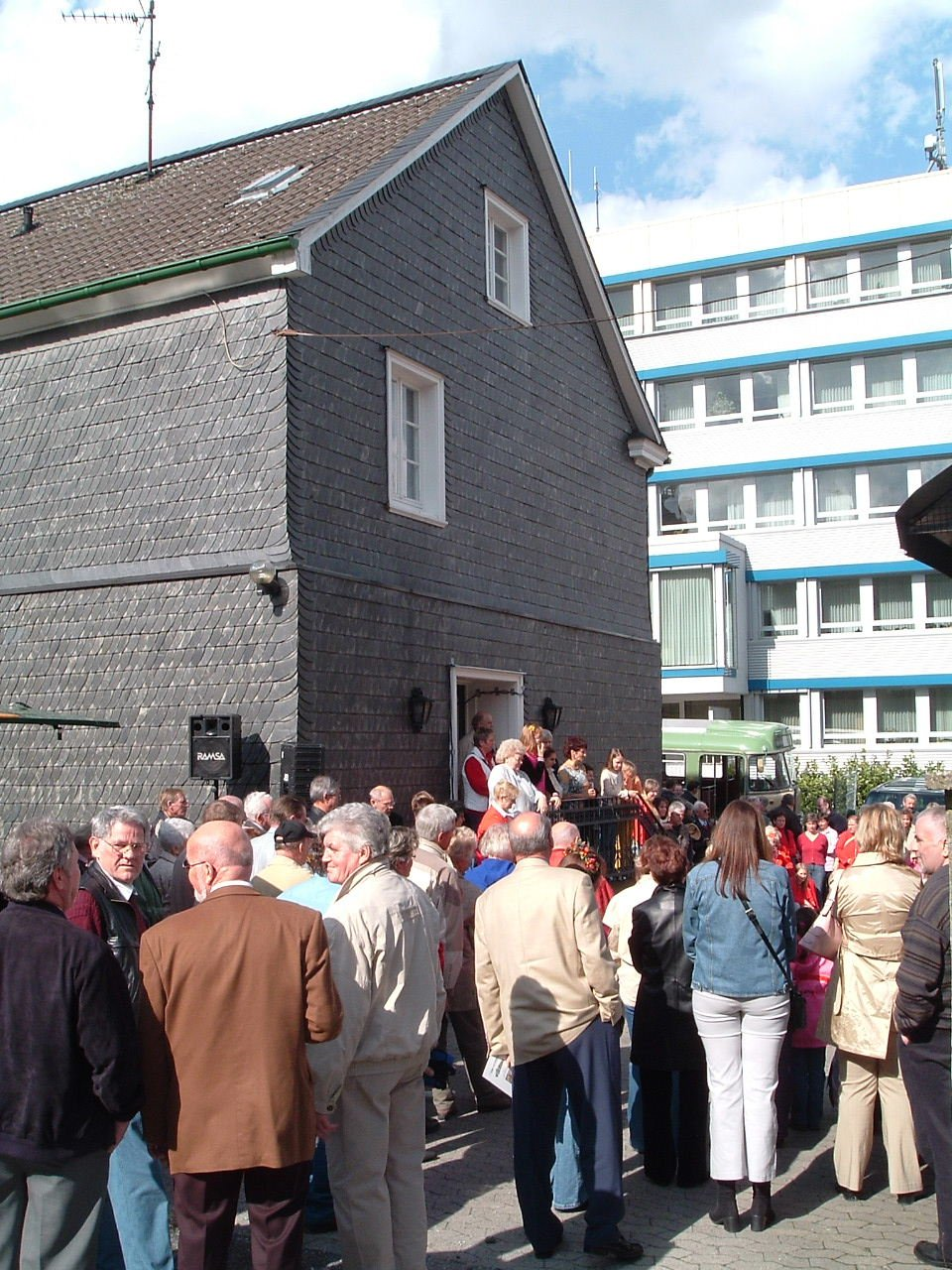
Wiedereröffnung am 27. März 2005 mit einem Museumsfest

Von Herbst 2004 bis zum Frühjahr 2005 befand sich das Museum im Umbau, da die Ausstellungsfläche auf die zweite Etage ausgedehnt wurde. Die Wiedereröffnung erfolgte am 27. März 2005 mit einem großen zweitägigen Museumsfest.
Bisher fanden ungefähr 30 Ausstellungen statt, die wechselweise in einem gesonderten Raum präsentiert wurden.
Getragen wird Museum vom Heimat- und Verkehrsverein Radevormwald (HVV), der 1925 gegründet wurde. Im Jahr 2004 waren 430 Bürger, Vereine oder auch Firmen Mitglieder des Vereins.

## Ausstellungsstücke
- Rettungsmedaille von Hugo Kämper: Er rettete einen Passagier aus einer abgestürzten Lufthansa-Maschine, siehe Artikel Hahnenberg.
- Eine ausgedehnte Postkartensammlung mit alten Ansichten aus Radevormwald.
- Dokumente und Gegenstände aus der Geschichte renommierter und großer Radevormwalder Unternehmen, beispielsweise des Bismarckwerks oder Hudora.
- Alte Haushaltsgegenstände aus dem Bergischen Raum.
- Dokumente zur Eisenbahngeschichte, u. a. ein Originalausschnitt zum Eisenbahnunglück.

## Medien
Das Heimatmuseum hat eine Auswahl von Videos und Schriften, die man käuflich erwerben kann. Als Video wurde unter anderem ein Radfahrfest der Firma Bismarck aus dem Jahr herausgegeben. Als wichtigste Publikation gilt das Rader Mundart Wörterbuch.